# Eduardo Berardo Lapido Loureiro
Eduardo Berardo Lapido Loureiro (3 de junho de 1895 - 9 de dezembro de 1961) foi um político e militar português.

## Biografia
Assentou Praça na Arma de Artilharia a 6 de outubro de 1913, foi promovido a Alferes a 20 de fevereiro de 1918, a Tenente a 22 de fevereiro de 1922 e, finalmente, a Capitão de Artilharia a 30 de setembro de 1929.
Foi Encarregado do Governo de Timor, entre o dia 3 de junho de 1936 e o dia 11 de setembro de 1937.